# لوزان (صربستان)
لوزان (به لاتین: Lozan) یک منطقهٔ مسکونی در کرواسی است که در شهرستان ویروویتیتسا-پودراوینا واقع شده‌است.